# Stemhebbende alveolo-palatale fricatief
De stemhebbende alveolo-palatale fricatief is een medeklinker die in het Internationaal Fonetisch Alfabet wordt aangeduid met ʑ, en in X-SAMPA met Z\.

## Kenmerken

Alveolo-palatale fricatief /[ɕ, ʑ]/

- De manier van articulatie is sibilant-fricatief, wat wil zeggen dat de klank geproduceerd wordt door lucht door een groef in de tong te blazen op het articulatiepunt, waardoor tubulentie met hoge frequentie ontstaat.
- Het articulatiepunt is alveolo-palataal, wat wil zeggen dat de klank wordt gearticuleerd met de achterkant van de tong achter het superieure alveolare, en het midden van de tong tegen het verhemelte.
- Het type articulatie is stemhebbend, wat betekent dat de stembanden meetrillen bij het vormen van de klank.
- Het is een orale medeklinker, wat inhoudt dat lucht door de mond kan ontsnappen.
- Het is een centrale medeklinker, wat inhoudt dat de klank wordt geproduceerd door de luchtstroom over het midden van de tong te laten stromen in plaats van langs de zijkanten.
- Het luchtstroommechanisme is pulmonisch-egressief, wat wil zeggen dat lucht uit de longen gestuwd wordt, in plaats van uit de glottis of de mond.

Deze pagina bevat fonetische informatie in het IPA, die in sommige browsers mogelijk niet correct wordt weergegeven.
Waar symbolen in paren voorkomen, vertegenwoordigt het rechter teken een stemhebbende medeklinker. Gearceerde gebieden bevatten medeklinkers die worden beschouwd als onuitspreekbaar.
Zie ook: IPA, Klinkers